# میلرینون
میلرینون میلرینون لاکتات (به انگلیسی: Milrinone)
رده درمانی: وازودیلاتور اینوتروپیک .
اشکال دارویی: آمپول

## موارد مصرف
منبسط‌کننده رگها (وازودیلاتور) و اینوتروپیک است و در درمان کوتاه مدت نارسایی قلبی استفاده می‌شود.

## مکانیسم اثر
مهارکننده فسفودی استراز بی پیریدین است. این دارو مشتق آمرینون بوده ولی قدرت مثبت انقباضی بیشتری نسبت به سایر ترکیبات داشته و فعالیت خفیفی نیز در گشادکنندگی عروق سیاهرگی دارد.
بنابراین در دمان نارسایی حاد قلبی بکار می‌رود

## عوارض جانبی
آریتمی بطنی، فعالیت اکتوپیک بطنی، تاکیکاردی غیرمداوم بطنی، تاکیکاردی مداوم بطنی، فیبریلاسیون بطنی
برخی از این عوارض مانند فیبریلاسیون بطنی بسیار خطرناکند.